# Bárdos László (költő)
Bárdos László (Budapest, 1955. április 11. – Budapest, 2016. július 8.) magyar költő, író, műfordító, irodalomtörténész.

## Életpályája
Szülei: Bárdos Sándor és Darvas Lívia. 1969-1973 között a budapesti Szilágyi Erzsébet Gimnázium francia tagozatán tanult. 1973-1978 között az Eötvös Loránd Tudományegyetem Bölcsészettudományi Kar magyar-francia, majd összehasonlító irodalomtörténet szakán tanult. 1978-tól haláláig az ELTE BTK modern magyar irodalomtörténet tanszékén volt tudományos munkatárs, 1997-től egyetemi docens. 1979-től jelentek meg versei, tanulmányai. 1988-2004 között a Magyar Írószövetség tagja volt.
Kutatási területe az irodalomelmélet, a XIX-XX. század lírája.

## Magánélete
1997-ben házasságot kötött Fetykó Judittal.

## Művei
- Feliratok (versek, 1986)
- Láthatatlan párbajok (versek, 1994)
- Visszaéneklés; Nyomdacoop, Bp., 1995 (Íves könyvek)
- Irodalmi fogalmak kisszótára (Szabó B. Istvánnal és Vasy Gézával, 1996)
- Visszaéneklés (versek, 1996)
- Szóérintő. Válogatott és új versek; Jelenkor, Pécs, 1998 (Élő irodalom sorozat)
- Önismeret és beavatás. Közelítések Jókai Anna életművéhez (2002)
- Vörösmarty Mihály (2006)
- A készlet (versek, 2007)
- A célra vezető eltévedés. Tanulmányok a magyar lírai modernségről; Tipp Cult, Bp., 2016 (Parnasszus könyvek. Magasles)
- A zárójel bezárul; vál., sajtó alá rend. Turczi István; Tipp Cult, Bp., 2018 (Parnasszus könyvek. P-art)
- Consolatio a múló időről, Összegyűjtött versek, Joshua Kiadó, Bp., 2022, Szerkesztette: Nyerges Gábor Ádám

## Műfordításai
- Ronsard és a francia reneszánsz költői (1986)
- A francia romantika költői (1989)
- Arthur Rimbaud: Napfény és hús (1990)
- Simone Weil: Jegyzetfüzet I-II. (Jelenits Istvánnal, 1993–1994)
- Winston Churchill harapós humora (2004)
- Átültetések, Összegyűjtött vers- és prózafordítások, Károli Könyvműhely, L’Harmattan Kiadó, Szerkesztette: Bödecs László (2024)

## Díjai
- Greve-díj (1994)
- Artisjus-díj (1995)
- Soros Irodalmi ösztöndíj (1996)
- Füst Milán ösztöndíj (1999)